# タンピネス・スタジアム
タンピネス・スタジアム（英: Tampines Stadium）は、シンガポールのタンピネス地区にある複合施設「タンピネス・ハブ」(アワー・タンピネス・ハブ、OTH, 英: Our Tampines Hub) にあるスタジアム（球技場）。タンピネス・タウン・スクエアとも称する。

## 概要
元々は陸上競技場兼球技場であったが、現在のスタジアムは2011年に旧スタジアムとタンピネススポーツホールを取り壊して建設された「タンピネス・ハブ」の施設の一部として、2017年7月に完成したものである。「タンピネス・ハブ」はシンガポールの法定機関の一つである人民協会 (People's Association, PA) が主導して整備した地上7階・地下2階の複合施設（地域センター）で、スタジアム、プール、アリーナなどのスポーツ施設のほか、図書館や行政施設、医療機関、ボウリング場や映画館などのレクリエーション施設、ショッピングモール、飲食店などの商業施設の機能を備え、「シンガポール初にして最大の統合されたコミュニティとライフスタイルのハブ」{integrated community and lifestyle hub} を自称する。
スタジアムは主にサッカーの試合に用いられる。観客席は2層構造のメインスタンドのみで、収容人数は5,100人。メインスタンド以外の三方は「タンピネス・ハブ」のその他の施設が囲む設計となっており、多くの施設の窓から常にピッチを眺めることが可能である。「タンピネス・ハブ」を利用する、試合のチケットを持たない人でもピッチが眺められる構造のため、現在のスタジアムではアジアサッカー連盟（AFC）所管の公式試合の開催は認められていない。
現在、シンガポールプレミアリーグに所属するタンピネス・ローバースがホームスタジアムとして利用しており、2017年7月28日に開催されたSリーグのタンピネス・ローバース 対 ブルネイDPMM FC との試合が最初の公式戦となった。その試合の前哨戦で、タンピネスレジェンドとスポーツSGレジェンドの試合が行われ、その試合のファーストゴールは日本人の四方健太郎が記録している。2019年からは隣接するベドック地区を拠点とするゲイラン・インターナショナルFCも当スタジアムを本拠地としている。

## 記録
- 公式戦初ゴール - 2017年7月28日 Sリーグ Hamzah S.（タンピネス・ローバース）

## 交通アクセス
地下鉄のMRT東西線タンピネス駅より徒歩約5分。